# Тахо-Годи, Елена Аркадьевна
Еле́на Арка́дьевна Та́хо-Го́ди (род. 27 июля 1967, Орджоникидзе) — российский филолог, поэт, прозаик. Доктор филологических наук, профессор МГУ им М. В. Ломоносова. Академик РАЕН. 

## Биография
Родилась во Владикавказе, выросла в родовом доме своего прадеда, казачьего писателя Петра Семёнова. Внучка Алибека Тахо-Годи — видного государственного деятеля, первого наркома просвещения, юстиции Дагестана, члена ЦИК СССР, племянница Азы Тахо-Годи, внучатая племянница лермонтоведа Леонида Семенова. Мать — литературовед, д.ф.н, профессор Муминат Тахо-Годи.
В 1994 году защитила кандидатскую диссертацию «К. К. Случевский и пушкинская традиция», в 2004 году — докторскую диссертацию «Художественный мир прозы А. Ф. Лосева и его истоки». Профессор кафедры истории русской литературы филологического факультета МГУ, действительный член (академик) РАЕН, председатель Лосевской комиссии Научного совета «История мировой культуры» РАН, лауреат литературных премий журнала «Звезда» (2006),, «Юность» (2010), финалист премии «Ясная Поляна» (2010). Вышедший в 2012 году сборник стихотворений «Неподвижное солнце» был отмечен премией «Серебряный век», а прозаический сборник 2014 года «Друг бесценный: четыре истории о любви» вошел в длинный список литературной премии «Ясная Поляна» и в шорт-лист Бунинской премии 2015 г. В 2020 г. выпустила сборник повестей и рассказов «У мирного порога моего…»

## Научная деятельность
Область научных интересов — история русской культуры XIX — начала XX веков. Автор более 500 различных публикаций, в том числе монографий «Константин Случевский. Портрет на пушкинском фоне» (2000), «Художественный мир прозы А. Ф. Лосева» (2007), «Алексей Лосев в эпоху русской революции: 1917—1919» (2014). Избранные работы вошли в книгу «Великие и безвестные: Очерки по истории русской литературы и культуры XIX—XX веков» (2008).
Как заведующая отделом изучения наследия А. Ф. Лосева Библиотеки «Дом А. Ф. Лосева» являлась главным редактором «Бюллетеня Библиотеки „Дом А. Ф. Лосева“» Является организатором международных конференций «Лосевские чтения» и ответственным редактором книжной серии «Лосевские беседы» (издательство «Наука»), которая включает сборники:
- Пушкин и мир античности. — М., 1999.
- Вячеслав Иванов — творчество и судьба. — М., 2002.
- Владимир Соловьёв и культура Серебряного века. — М., 2005.
- Сборник «Вехи» в контексте русской культуры. — М., 2007.
- Античность и культура Серебряного века. — М., 2010.
- Ф. М. Достоевский и культура Серебряного века: традиции, трактовки, трансформации. — М., 2013.
- Творчество А. Ф. Лосева в контексте отечественной и европейской культурной традиции: В 2 ч. — М., 2013.
- А. Ф. Лосев: творчество, традиции, интерпретации. — М., 2014.
- Философ и его время: К 125-летию со дня рождения А. Ф. Лосева. — М., 2019.

Ответственный редактор и составитель коллективных монографий:
- Россия и Скандинавия: Литературные взаимодействия на рубеже XIX — XX вв. — М.: ИМЛИ РАН, 2017.
- Предсимволизм — лики и отражения. — М.: ИМЛИ РАН, 2020.
- Русская литература и философия: пути взаимодействия. — М.: Водолей, 2018.
- Литература и религиозно-философская мысль конца XIX — первой трети XX века. К 165-летию Вл. Соловьёва. — М.: Водолей, 2018.
- Литература и философия: От романтизма к XX веку. К 150-летию со дня смерти В. Ф. Одоевского. — М.: Водолей, 2019.